# Кучумів Серафим Костянтинович
Серафим Костянтинович Кучумів (*1910—†18 липня 1938, Сталіно — радянський стратонавт, старший лейтенант ВПС, другий пілот і радист екіпажу стратостата «ВВА-1»
Народився в 1910 році. Закінчив гімназію. Випускник повітроплавного факультету Військово-повітряної академії імені М. Є. Жуковського.
Був направлений в дослідно-випробувальний дивізіон, де займався випробуванням стратостатів та дослідною роботою.
У складі екіпажу стратостата «ВВА-1» Серафим Кучумів відповідав за радіозв'язок.
Загинув 18 липня 1938 року під час польоту на стратостаті ВВА-1. Стратостат злетів у підмосковному Звенигороді. Екіпаж складали Український Яків Григорович (командир екіпажу), Кучумів Серафим Костянтинович (другий пілот, відповідальний за радіозв'язок), Батенко Петро Михайлович (дослідник), Столбун Давид Овсійович (лікар). Серафим Костянтинович Кучумів у званні старшого лейтенанта був другим пілотом стратостата.
На великій висоті відмовило кисневе обладнання, а індивідуальне кисневе обладнання не впоралося з підтриманням життєзабезпечення. Екіпаж стратостата загинув від задухи. Стратостат приземлився в Сталіно (тепер Донецьк). Він потрапив на лінію електропередачі. Куля стратостата вибухнула, оскілька була заповнена воднем. Екіпаж стратостата був похований у Сталіно.

## Вшанування
У 1953 році на могилі загиблих стратонавтів у Донецьку було встановлено пам'ятник стратонавтам. Одну з вулиць Донецька назвали на його честь — вул. Кучумова.